# Bereza, Hluhiv
Bereza (în ucraineană Береза) este o comună în raionul Hluhiv, regiunea Sumî, Ucraina, formată numai din satul de reședință.

## Demografie
Componența lingvistică a comunei Bereza
     Ucraineană (97,72%)
     Rusă (1,96%)
     Alte limbi (0,12%)
Conform recensământului din 2001, majoritatea populației comunei Bereza era vorbitoare de ucraineană (97,72%), existând în minoritate și vorbitori de rusă (1,96%).